# Гриб, Виктор Николаевич
Виктор Николаевич Гриб (11 апреля 1960, Протва, Калужская область — 9 апреля 2017, Рязань) — российский инженер-физик, организатор оборонной промышленности и государственный деятель, председатель Законодательного Собрания Калужской области (2016—2017).

## Биография
Родился в посёлке Протва Жуковского района Калужской области. Там же в 1977 году окончил среднюю школу.
В 1984 году окончил Московский инженерно-физический институт (с 2009 года — Национальный исследовательский ядерный университет «МИФИ»), факультет автоматики и электроники, по специальности «Электроника». Имел второе высшее образование: в 2007 году окончил Академию народного хозяйства при Правительстве РФ по специальности «Экономика».
В 1984—1992 годах работал на военном полигоне в Казахстане.
С 1992 года — в ФГУП (с 2012 года АО) «Калужский научно-исследовательский радиотехнический институт» (КНИРТИ), г. Жуков Калужской области. Участвовал в разработке аппаратуры средств войскового ремонта — изделий Л246 и Л247. Являлся заместителем научного руководителя научно-исследовательской работы «Логика 03», главного конструктора ОКР «Протва-75» и «Кавказ 10ВП», также руководил работами по производству и поставке изделий КС-418Э.
В 2010 году был назначен заместителем директора КНИРТИ по научно-исследовательским и опытно конструкторских работам, одновременно - заместитель главного конструктора по разработке изделий наращиваемого состава комплекса Л175В, главного конструктора Л-415 и комплекта контейнерных средств РЭБ Л-700.
С 2011 года — глава Жуковского района в должности председателя районного Собрания депутатов.
С 2012 по 2016 год — генеральный директор «КНИРТИ», с июня по декабрь 2016 года — заместитель генерального директора — главный конструктор систем и средств радиоэлектронной борьбы (РЭБ).
С декабря 2016 года до конца жизни — председатель Законодательного Собрания Калужской области.
Похоронен в родном городе Жукове Калужской области рядом с родителями.

## Семья
Был женат, двое детей.